# Болтыров, Гарма Григорьевич
Гарма Григорьевич Болтыров (1913 — 1970-е) — советский снайпер-наблюдатель времён Великой Отечественной войны, гвардии старший сержант. Уничтожил более 300 солдат и офицеров противника. По ошибке в некоторых источниках используется Болтыров, Болтырев.

## Биография
Родился в 1913 году в деревне Аларь (ныне Иркутская область). Бурят. Работал охотником-промысловиком и кузнецом в местном колхозе, занимался национальной и вольной борьбой, чемпион Бурятской АССР по борьбе. В рядах РККА с конца 1930-х годов, участник сражений на озере Хасан и на реке Халхин-Гол. Проживал в Улан-Удэ после демобилизации.
Снова призван в РККА 28 сентября 1941 года Аларским районным военкоматом, на фронтах Великой Отечественной войны с 6 ноября 1941 года, воевал вместе с тремя братьями (танкист Андрей, радист Антон и пехотинец-сержант Бадма). Служил в 84-й стрелковой дивизии, прошёл подготовку в дивизионной школе снайперов. Снайпер-наблюдатель 2-го стрелкового батальона 382-го стрелкового полка. Участник сражений под Сталинградом, Курском, Старой Руссой и освобождении стран Восточной Европы. Отличился в битве при Сталинграде, уничтожив с 24 сентября по 1 октября 1942 года 85 гитлеровцев (71 стрелка, 8 автоматчиков, одного офицера и трёх снайперов).
Представлен в ноябре 1942 года к новой награде за уничтожение 135 солдат и офицеров противника. Приказом № 1/н от 22 ноября 1942 года по частям 84-й стрелковой дивизии награждён орденом Красной Звезды. Всего к концу войны уничтожил более 300 солдат и офицеров немецкой армии и её сателлитов. В конце войны получил тяжёлое ранение и долго лежал в госпиталях. Отмечен наградами: ордена Красного Знамени и Красной Звезды, медали «За оборону Сталинграда» и «За отвагу».
После окончания войны был председателем колхоза «Красная Аларь». Умер в середине 1970-х годов. Ныне в Бурятии проводится турнир по вольной борьбе имени Г.Г. Болтырова.